# Ніколас Рамірес
Ніколас Рамірес (ісп. Nico Ramírez, нар. 16 лютого 1974, Тепік) — мексиканський футболіст, що грав на позиції півзахисника за низку мексиканських клубних команд та національну збірну Мексики.

## Клубна кар'єра
У дорослому футболі дебютував 1993 року виступами за команду «Сантос Лагуна», в якій провів п'ять сезонів, взявши участь у 120 матчах чемпіонату.  Більшість часу, проведеного у складі «Сантос Лагуни», був основним гравцем команди.
Згодом з 1998 по 2004 рік грав у складі команд «Крус Асуль», «Торос Неса», «Пачука», «Америка», «Леон», «Атлетіко Селая», «Пуебла» та «Монаркас».
Завершував ігрову кар'єру в «Атласі» за який виступав протягом 2004-2005 рр.

## Виступи за збірну
1997 року дебютував в офіційних матчах у складі національної збірної Мексики.
У складі збірної був учасником розіграшу Кубка Америки 1997 року в Болівії, на якому мексиканці були запрошеною командою і здобули бронзові нагороди.
Загалом протягом дворічної кар'єри в національній команді провів у її формі 10 матчів, забивши один гол.